# Eldhund
En eldhund är en metallställning, ofta av mässing eller gjutjärn, på vilken man lägger ved i en eldstad. Syftet med att stapla veden på eldhunden istället för direkt mot botten eller bakväggen i exempelvis en kakelugn, kamin eller öppen spis är dels att skapa bättre drag och dels att minska påfrestningarna på eldstaden genom att se till att den brinnande veden inte kommer i direktkontakt med materialet som eldstaden är byggd av.

## Bildgalleri

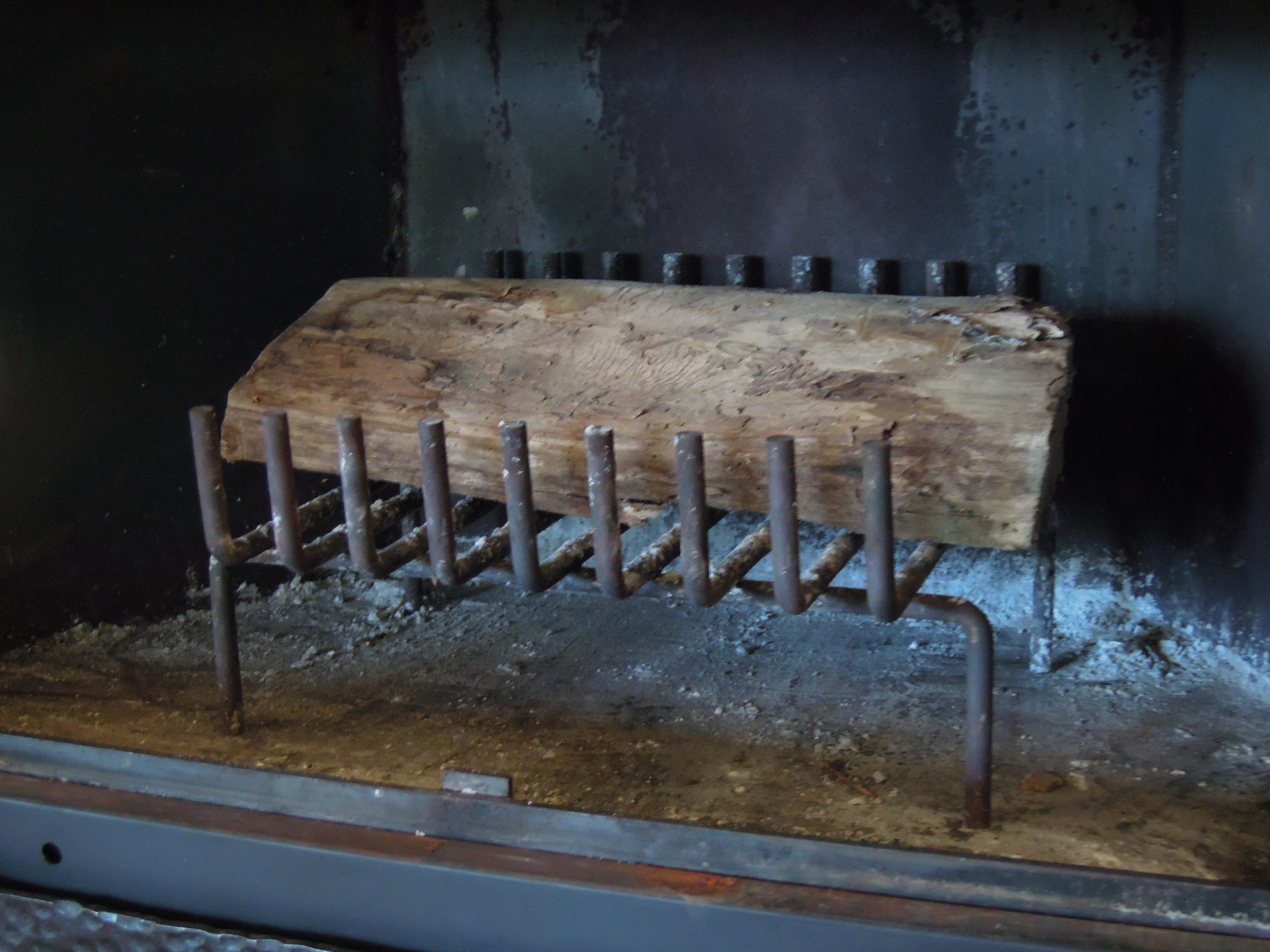
Eldhund
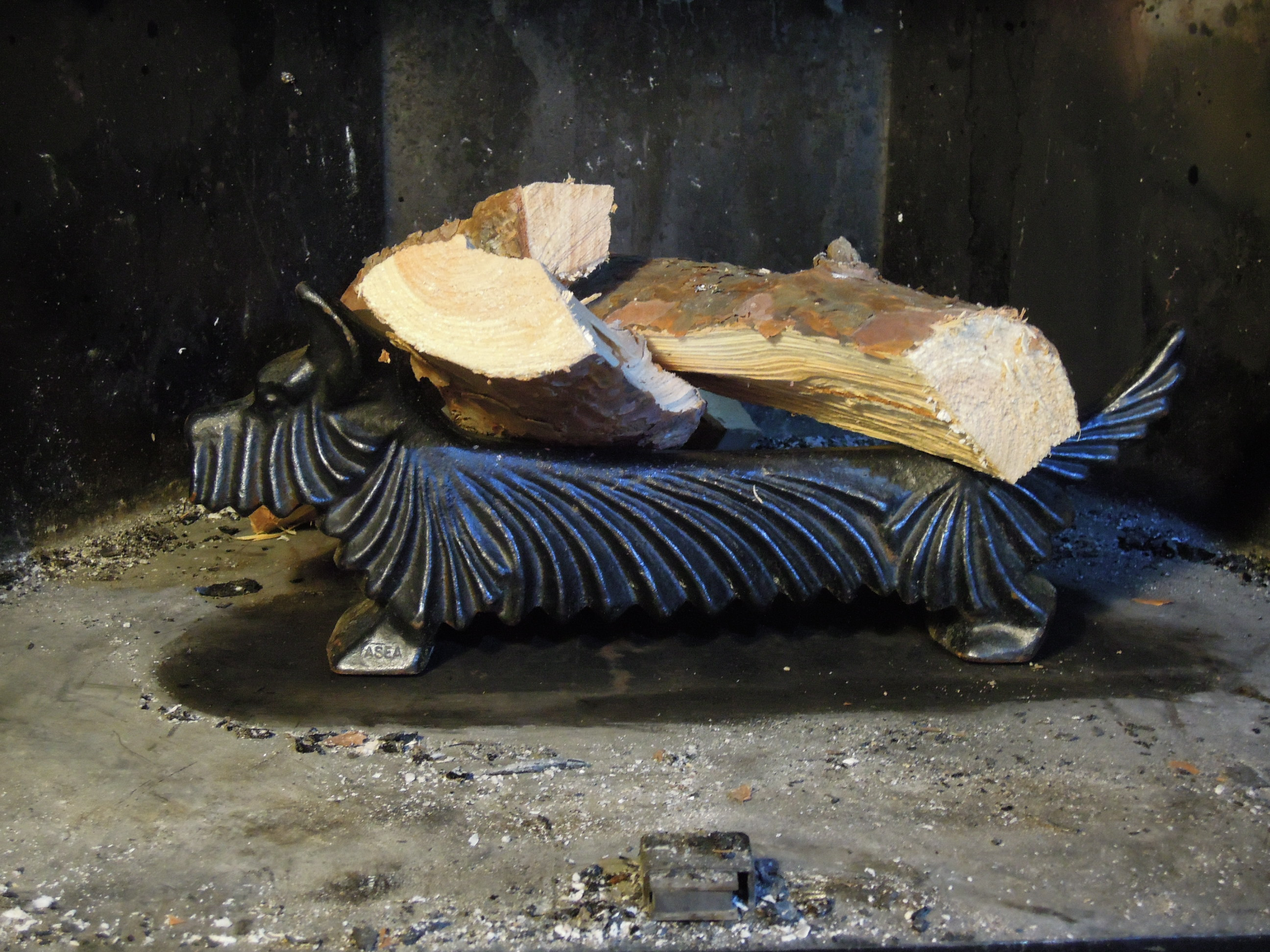
Eldhund, klassisk modell gjuten i ASEA:s gjuteri före ca 1970